# Maeda Ku-6
El Maeda Ku-6 és un avió. L'empresa aeronàutica Maeda va crear el Ku-6, dissenyat per l'Institut Aeronàutic de la Universitat Imperial de Tòquio, complint tots els requisits que l'ordre de Transport de la Tropa de l'Exèrcit va necessitar. El problema principal que l'exèrcit va fer front era la dificultat de transportar blindats a llargues distàncies entre les illes principals del Japó per resistir una invasió des del mar. Així es va proposar que la solució al problema seria equipant els vehicles amb ales. Van venir amunt amb la idea que pugui ser fet per equipar el vehicle amb ales, empenatge, i equipament per enlairar-se. Un cop hagués aterrat, tots els elements que possibilitaven el vol del vehicle serien desmuntats immediatament per permetre el seu ús com a vehicle terrestre.
Dins 1939, el Departament de proves de la Força Aèria Militar japonesa va començar el Projecte de Tanc Especial Número 3 que fou anomenat "Sora-Sha" (“vehicle aeri”), i posteriorment, "Kuro-Sha" “vehicle negre”. El "Kuro-Sha" esdevingué el Ku-6, la seva sèrie de planadors. Mentre Mitsubishi va construir el tanc, Maedo Koken Kogyo va construir l'ala i l'empenatge, completant el prototipus el gener 1945.

## Especificacions tècniques
Informació extreta de Fighting gliders of World War II
- Tripulació: 2
- Capacitat: 1 tanc lleuger (2.800 kg)
- Envergadura: 21,9 m
- Superfície de les ales: 60,3 m²
- Pes buit: 697,6 kg
- Pes ple: 3.498 kg